# Westmark Hotels
Westmark Hotels est une chaîne d'hôtellerie située en Alaska et dans le Yukon. Cette entreprise appartient à Carnival corporation & plc, le leader mondial des croisières maritime.
Westmark Hotels, dispose de 10 hôtels à travers l'Alaska et le Yukon.

## Localisation
Westmark Hotels dispose de 10 hôtels situés à :

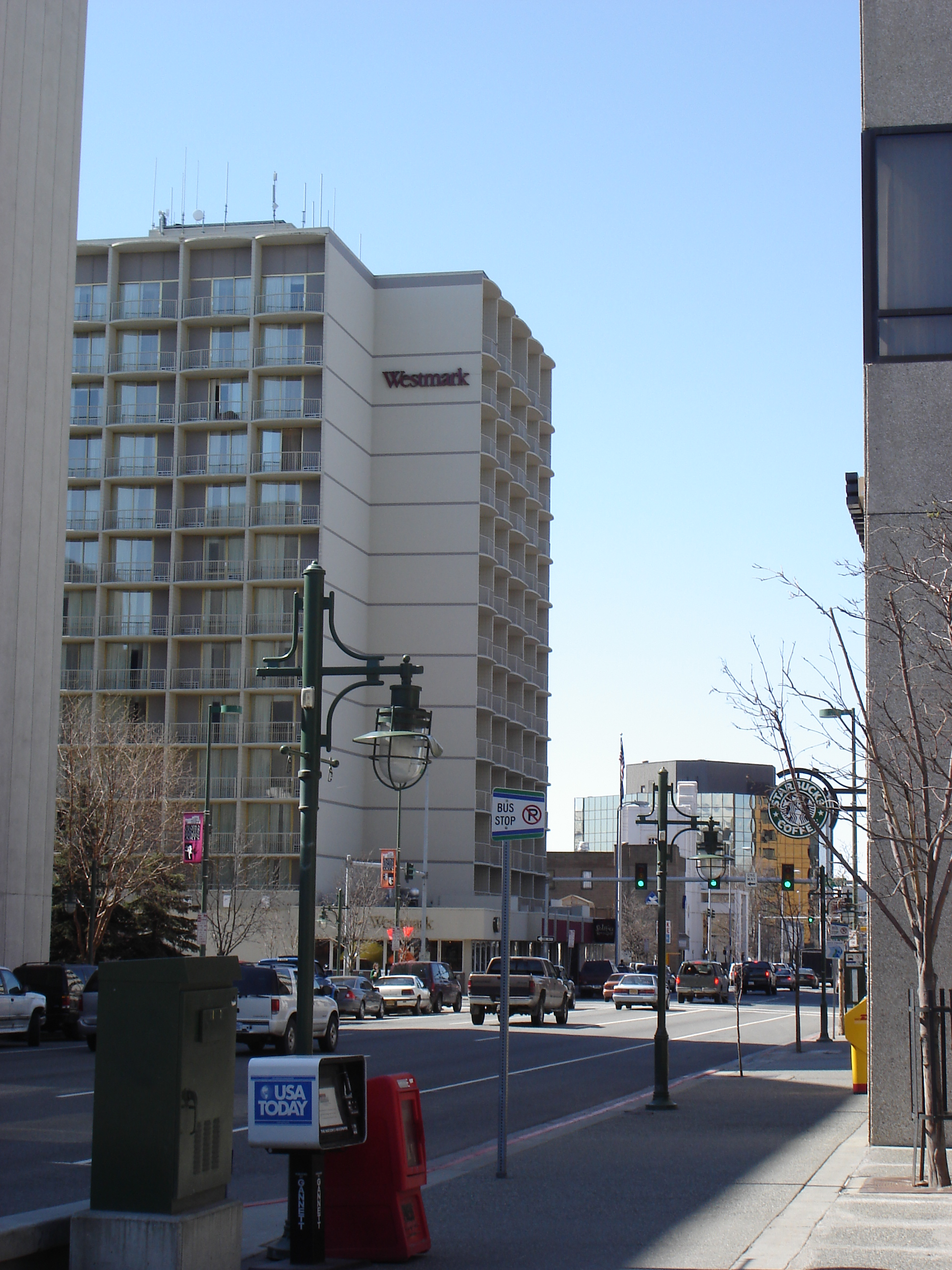
L'hôtel d'Anchorage

- Anchorage
- Fairbanks
- Juneau
- Skagway
- Sitka
- Tok
- Beaver Creek
- Dawson City
- Whitehorse
- Denali